# 팔두령
팔두령(八頭鈴)은 청동기 시대의 방울의 일종이다.

## 개요

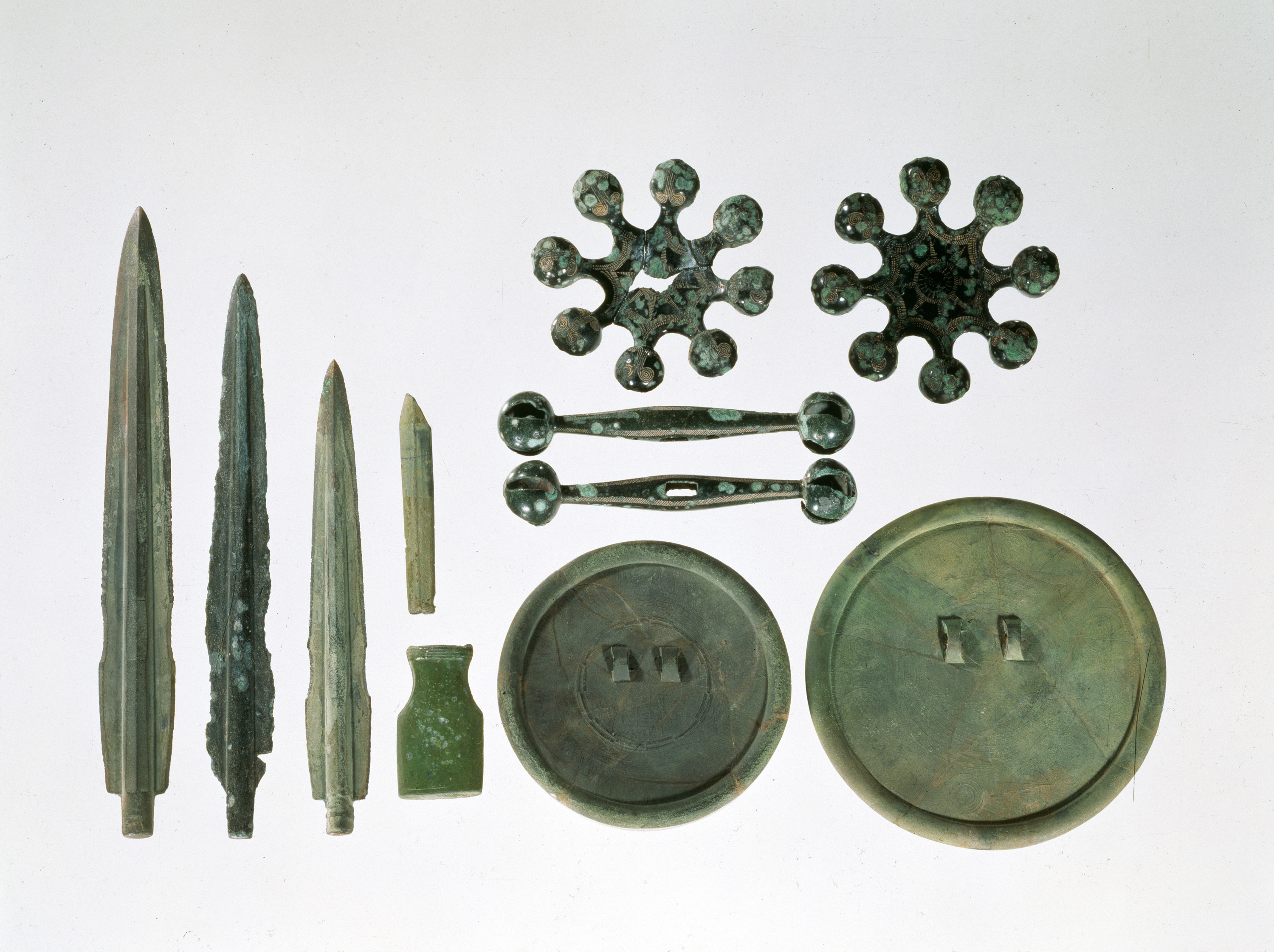
청동검, 청동거울, 청동방울

팔주령(八珠鈴), 팔령구(八鈴具)라고도 하는 흔하지 않은 청동방울로, 전라남도 화순군에서 출토되었다. 국보 제 143호로 지정되었으며, 국립광주박물관에 소장중이다. 팔두령은 청동검, 청동거울과 지배자(왕)의 권위를 상징하며, 붉은 빛을 띠고 8개의 구에 각 구슬이 있어 소리가 더 우렁차게 들렸을 것이다.

## 무속신앙과의 연관성
고대 사회부터 주술적인 용도로 쓰인 방울은 시대에 따라 형태는 다르나, 현재까지도 무당(일명 점쟁이)이 신내림이나 굿 또는 점을 볼 때 부채와 같이 사용되는 도구이다. 역사적으로는 고조선의 제정일치, 부여의 신녀, 원삼국 시대의 대군, 삼국 시대 신라 초기의 천관녀, 고구려 초기의 신녀, 남북국 시대, 후삼국 시대,  고려의 몽골식 샤머니즘, 조선(대한제국)의 무속신앙, 현대에도 의식용 외에도 소리를 내는 용도로 쓰인다.

## 같이 보기
- 천부인
- 고조선
- 세형동검
- 한국의 청동기 시대

## 참고 문헌
- 「한국의 청동기문화」(국립중앙박물관, 1992)
- 「조선고고학전서(고대편)」(박진욱, 과학백과사전종합출판사, 1988)
- 「세형동검의 형식분류와 그 변천에 대하여」(이청규, 『한국고고학보』13, 한국고고학회, 1982)
- 「부여 송국리 요녕식동검출토 석관묘(扶餘松菊里 遼寧式銅劍出土 石棺墓)」(김영배·안승주, 『백제문화(百濟文化)』7·8합집, 공주사범대학백제문화연구소, 1975)
- 「한국청동유물(韓國靑銅遺物)의 연구(硏究)」(윤무병, 『백산학보(白山學報)』12, 1972)
- 「한국청동단검의 형식분류」(윤무병, 『진단학보』29·30, 진단학회, 1966)
- 「십이대영자(十二台營子)의 청동단검묘(靑銅短劍墓)」(김원룡, 『역사학보(歷史學報)』16, 1961)
- 「한국청동유물(韓國靑銅遺物)의 연구(硏究)」(윤무병, 『백산학보(白山學報)』12, 1972)
- 「역해종경사부합편(譯解倧經四部合編)」